# Szájüregi daganatok kutyáknál és macskáknál
A kutyák és macskák szájüregi daganata egy gyakori, gyors lefolyású betegség. Főként idősebb állatoknál jelentkezik, többnyire rosszindulatú. Mivel a macskák száját az ellenkezés miatt nehéz megvizsgálni, náluk a betegséget többnyire előrehaladott stádiumban veszik észre. A betegség helyileg igen gyorsan terjed, távoli áttéteket lassabban ad. 

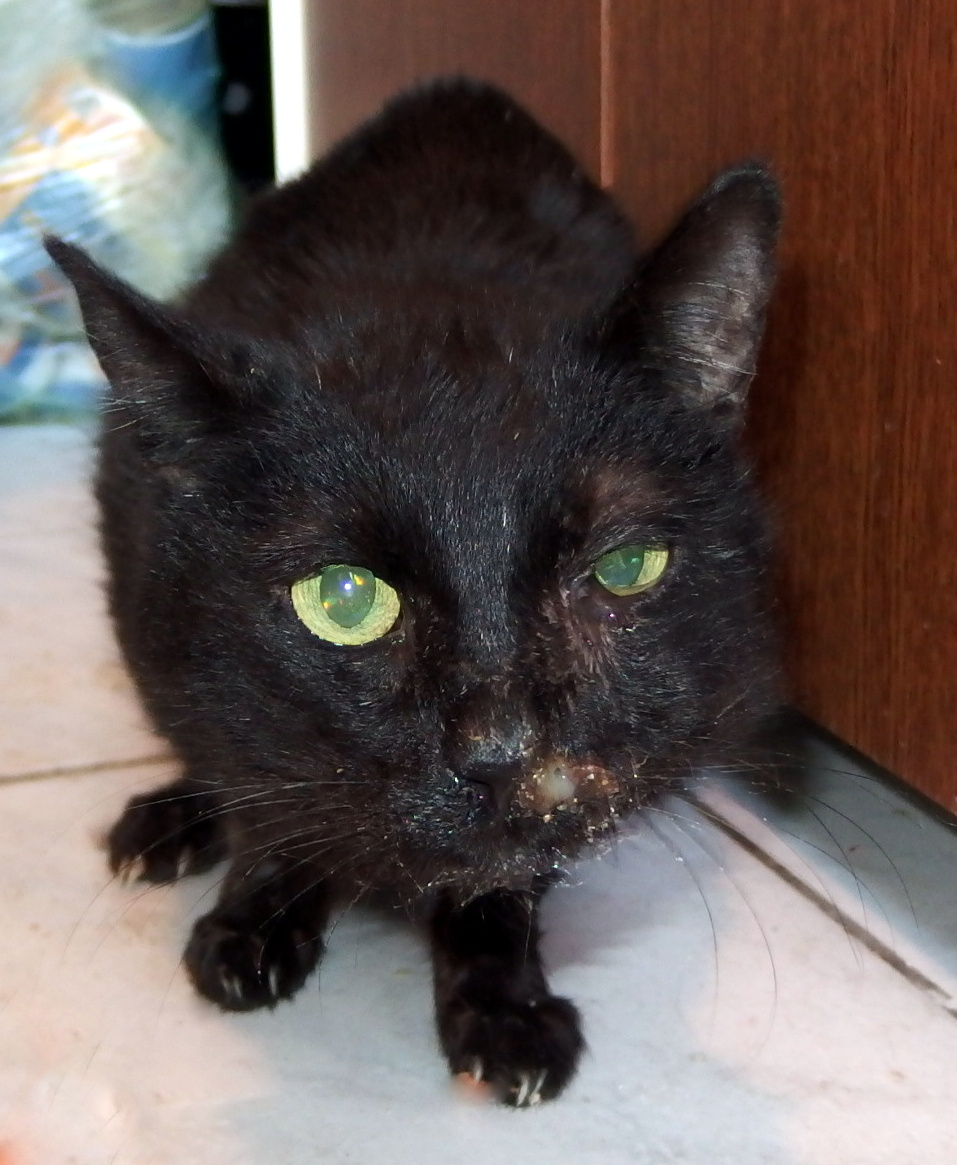
Szájüregi laphámrákos macska két hónappal az első észrevehető tünetek megjelenése után

## Fajtái és okai
Oka ismeretlen, néhány tanulmány szerint a laphámráknál a passzív dohányzás, macskanyakörv viselése, tonhalkonzerv és általában konzervtáp rendszeres evése, rossz szájhigiéné növeli, bolhaellenes samponnal fürdetés viszont jelentősen csökkenti a betegség kialakulásának az esélyét. 
Gyakran tünetmentes leukózis is állhat a háttérben. A leukózissal fertőzött macskák mintegy kétharmada néhány hét alatt felgyógyul a betegségből, egyharmad viszont tartósan fertőzött marad. A fertőzött macskák nagy részénél jelentkeznek különféle szájüreg gyulladások, tipikus a nyelvfekély, valamint mintegy harmaduknál fejlődik ki daganatos megbetegedés.
A betegségnek több szövettani típusa lehet, macskáknál leggyakoribb a laphámrák (Squamous Cell Carcinoma (SCC)), ezt követi a fibroszarkóma, adenokarcinóma, kondroszarkóma, fibropapillóma, hemangioszarkóma, osteoszarkóma, melanóma többek között.

## Tünetek
A száj belsejében bárhol (íny, nyelv, szájzug, nyelv alatt, stb.) előbb pár milliméteres, gyakorlatilag csak véletlenül észrevehető foltocska, vagy duzzanat keletkezik. A betegség a nyálmirigyekből is kiindulhat. Ez igen gyorsan növekvő duzzanattá változik, mely későbbi stádiumban kifekélyesedhet és vérezgethet is. Antibiotikumos kezelésre nem, vagy csak minimális mértékben javul. Sokszor csak annyit venni észre, hogy a kutya, vagy macska nehézkesen, féloldalasan eszik, erősen nyálzik, szája, vagy a nyelve kissé félre van húzódva, esetleg az itatótáljában vérnyomokat látni, vagy vérzik a szája, rossz szagú a lehelete.  
A betegség lokálisan igen gyorsan terjed. Attól függően, hogy a száj, vagy fej melyik irányában terjed, változó tünetek lehetségesek. A nyálzás és evési nehézség szinte minden esetben tapasztalható. A torok irányába terjedve nyelési nehézség, öklendezés, köhögés, hortyogó légzés, az orr irányába terjedve gennyes, véres orrfolyás, tüsszögés, a szem irányába terjedve a pofa féloldalas megnagyobbodása, a szem kidülledése és a szemhéjak gennyes letapadása, a nyelv irányában terjedve a nyelv oldalra tolódása tapasztalható. A környéki, főként állkapocs alatti nyirokcsomók általában duzzadtak, jól kitapinthatók. Vérzés esetén a folyamatos vérveszteség miatt vérszegénység jelentkezik, látható tünete a szem nyálkahártya halványabb színe. A rágási és nyelési nehézség, később képtelenség miatt gyors ütemű lesoványodás jelentkezik. A korai tüneteket az állattartók sokszor macskanáthának, leukózisnak, vérzés esetén sérülésnek, fogproblémának vélik.

## A betegség időbeni felfedezése és a kezelés megkezdése
A betegség igen gyors terjedése miatt nagyon fontos az időbeni felfedezés és az érdemi kezelés időhúzás nélküli elkezdése. Lehetséges megelőzése az okok között megemlített rizikófaktorok elkerüléséből áll. Korai felfedezését a kutya és macska szájának rendszeres átvizsgálásával érhetjük el, ez kutyáknál többnyire könnyű, macskáknál házilag sokszor reménytelen. Amennyiben a fentebb említett tüneteket tapasztaljuk, vagy szájban a fentebb felsorolt elváltozásokat találjuk, sürgősen forduljunk állatorvoshoz. 
A gyanús képleteket, duzzanatokat, elszíneződéseket, fekélyeket, vérzéseket alaposan meg kell vizsgáltatni, a rosszindulatú elváltozás legkisebb gyanúja  esetén az időt húzó „kap egy injekciót és majd hozza vissza két hét múlva, addig figyelgesse” jellegű kezelés helyett a lehető leggyorsabban citológiai, vagy tűbiopsziás mintát kell vetetni. A szájban talált gyulladásokat, rossz fogakat, jóindulatúnak bizonyult elváltozásokat kezeltetni kell. 
Rosszindulatúnak bizonyult szövettani eltérés esetén a kezelést azonnal meg kell kezdeni egy teljes körű kezelésre képes onkológiai szakrendelésen. Minden nap késés csökkenti a túlélés esélyét, illetve időtartamát.

## Kivizsgálás
Az állat száját kiterpesztve többnyire jól látható a problémákat okozó terület, de előfordulhat, hogy a nyelv alatt van és nehezebb észrevenni. A vizsgálat nyugodt kutyáknál és macskáknál ébren is lehetséges, vadabbaknál sokszor enyhe bódítást kell alkalmazni. A konkrét diagnózis citológiai kenet, vagy tűbiopsziás minta kielemzésével történik. Az esetek túlnyomó többségében rosszindulatú sejteket találnak. Macskáknál a laphámrák a leggyakoribb, de akár melanóma is előfordulhat.
Az általános állapot felméréséhez vérvétel szükséges, de a lehetséges áttéteket is keresni kell ultrahangos és radiológiai vizsgálatokkal. A háttérben esetleg húzódó leukózis felismeréséhez szűrést célszerű végezni. Tervezett operáció előtt a daganat kiterjedésének felméréséhez és áttétek felfedezéséhez PET-CT vizsgálat ajánlott.

## Kezelés
Az alkalmazott kezelés az elváltozás helyétől, kiterjedésétől, szövettani típusától, az esetleges áttétektől és az állat általános állapotától függ. 
Teljes gyógyulás csak igen korai stádiumban, apró, sikerrel operálható daganatnál várható. Helyileg erősen szétterjedt daganat esetén olyan fokú csonkoló műtétet kellene végezni, ami után elfogadható életminőség nem várható. Ilyen esetben daganattömeg-csökkentő műtétre és kiegészítő kezelésekre van lehetőség, de a teljes gyógyulás esélye már kevés. Előrehaladott, esetleg áttétes esetekben már csak időlegesen életminőséget javító, roboráló, fájdalomcsillapító palliatív terápia történhet. A lehetséges kezelési módszerek, melyeket többnyire kombináltan alkalmaznak:
- műtét – hagyományos, vagy lézeres módszerrel végezhető. Lehetőség szerint a teljes daganat eltávolítása a cél, de ez a fej és a száj területén sokszor nem végezhető el. Ilyen esetben a daganat méretének a csökkentése a lehetséges cél. Utókezelésként gyógyszeres, hipertermiás és sugárkezelés végezhető
- gyógyszeres terápia (kemoterápia) – az embereknél is alkalmazott szerekkel történik, de teljesen más protokoll szerint. Az embereknél szokásos mellékhatások macskáknál jóval kevésbé jelentkeznek. Lehet tablettásan, házilag adagolni, a gyógyszerrel és a kezelt állat vizeletével kemoterápia alatt kézzel nem célszerű érintkezni, gumikesztyű javasolt. Az injekciós adagolás állatorvosnál történik. A leghatékonyabb az infúziós adagolás, ebben az esetben az állatot több órára ott kell hagyni megfigyelésre. Operáció utókezeléseként, vagy inoperábilis daganatnál önmagában, vagy még inkább hipertermiás kezeléssel együtt alkalmazandó
- hipertermiás terápia – viszonylag új, magyar fejlesztésű kezelési módszer. A daganat területét közvetlenül a kemoterápiás kezelés során egyfajta besugárzással melegítik, ezzel a kemoterápiás szer a rosszindulatú sejtekbe hatolását elősegítik. Önmagában, vagy még inkább kemoterápia mellett alkalmazható
- lágylézeres (Fotodinamiás lézerkezelés, PDT) terápia – intravénásan egy speciális fényérzékenyítő anyagot juttatnak a vérkeringésbe, mely a daganatsejtekhez fokozottan kötődik. Megfelelő  lézerfény hatására az anyagból oxigéngyökök szabadulnak fel, elpusztítva a rákos sejteket. A kezelés után a legszigorúbb fényvédelem szükséges az állat számára, mely fokozatosan oldható fel két hét alatt. A kezelés a kemoterápiával nem végezhető egyidőben, műtét sem ajánlott. Másként nem kezelhető, de a lézerfény által elérhető daganatoknál alkalmazható
- sugárkezelés – többnyire kiegészítő- és utókezelésként végzik.

### Támogató kezelések, melyek minden esetben adhatóak, illetve adandóak
- antibiotikumos kezelés a baktériumos felülfertőződések megakadályozására
- szteroid, kizárólag az állatorvos alkalmazásában
- infúziós kezelés a kiszáradás megelőzésére
- immunerősítő szerek, pl. Immunovet, Béres Minera, vitaminok
- kollagén, macskáknál napi 1/5-öd kapszula
- Calo-Pet paszta, mely már nem evő, de még nyelésképes állatoknál alkalmazható
- gyors fogyás esetén májvédő készítmények, az orvos javaslata szerint
- fájdalomcsillapító, csak az állatorvos utasítása szerint. Paracetamol és Aszpirin kutyának és macskának egyáltalán nem adható
- a gennyes orr házilagos tisztítása, a gyulladt szem szemcseppel való kezelése, tisztítása
- a homeopátia hatásmechanizmusa ugyan nem tisztázott, gyógyító hatásáról megoszlanak a vélemények, de kockázatmentesen kipróbálható
- a deutériumszegény víz elve azon alapul, hogy a daganatsejtek elvileg nem tolerálják a deutériumszint csökkenését. A deutériumcsökkentett víz hatásossága ugyan egyelőre hivatalosan nem bizonyított, de kockázatmentesen kipróbálható. A deutériumszegény víz elméletileg mintegy két hónap után hat, amikorra a test teljes vízállományának deutériumszintje lecsökken. A DDW-25-ös víz adagolása macskáknál és törpekutyáknál napi 0,4-0,6 deciliter, ez a legnagyobb kutyáknál 3,5 deciliterre nő

### Szájüregi daganatos állatok etetése, itatása
A még önként evő állatoknál gondoskodni kell a jó minőségű, tápláló, de kevés rágást igénylő, könnyen nyelhető, szükség esetén pürésített táplálékról. Ha az állat már magától nem eszik, de nyelni még képes, megkísérelhetjük tű nélküli fecskendőből etetni. Ez kutyáknál általában könnyű, macskáknál sok esetben a tiltakozás miatt reménytelen. Fecskendős táplálásnál ügyelni kell a fecskendőbe felszívott étel pürésítéséről, kellően folyékony állagáról. Az állat szájába óvatosan, egyszerre csak kis mennyiséget és nem a torok irányába nyomva kell az ételt adagolni. Nagyon ügyelni kell, nehogy megugorjon a fecskendő és az étel az állat légcsövébe kerüljön. 
Az evést végképp megtagadó állatoknál a Calo Pet paszta napi többszöri szájba adagolása biztosíthatja a minimális szinten elégséges tápanyagokat, így néhány napra  életmentő lehet. A roboráló és immunerősítő Béres Minera cseppeket közvetlenül szájba is lehet csepegtetni.
Gondoskodni kell a megfelelő folyadékmennyiségről is. Ez macskáknál lehetőleg érje el a napi egy decit. Víz helyett meg lehet próbálni a jobb ízű és tápláló, kölyökmacskák számára gyártott tejporból kikevert italt. Folyadékfogyasztás megtagadása esetén meg kell próbálni a fecskendős itatást. Amennyiben ez is reménytelen, az állat ellenáll, a kiszáradás gyorsan bekövetkezik. Ennek könnyen felismerhető tünete az állat bőrének fellazulása, a háton felhúzva redőben marad. 
Az evést és ivást végképp megtagadó, vagy már már nyelésképtelen állatoknál a fecskendős etetéssel, itatással nem érdemes próbálkozni. Ilyenkor utolsó lehetőség az állatorvosnál naponta, kétnaponta végzendő infúziós folyadékpótlás és táplálás. Ennek az állat és a gazda számára is megterhelő, néhány napnál, egy-két hétnél hosszabb ideig nem fenntartható mivolta miatt, főként ha az állat állapota egyébként is reménytelen, az altatást szokták javasolni.

## A betegség prognózisa
Amennyiben a betegséget a legkorábbi stádiumban felfedezik, radikális műtét és optimális utókezelés mellett akár teljes tünetmentesség is elérhető. Előrehaladott esetben, kevésbé agresszív daganatnál néhány hónappal lehet a macska életét meghosszabbítani a különféle tumortömeg-csökkentő kezelésekkel. Gyorsan növekvő, agresszív tumornál a kezelés csak csekély javulást eredményez. 
A betegséget többnyire előrehaladott állapotban diagnosztizálják, amikor kezelés nélkül a túlélési idő folyamatosan romló állapot mellett már csak néhány hét, esetleg néhány hónap. Az állapot részben a betegség romboló hatása, részben az evési és ivási nehézség, majd képtelenség miatt kezelés nélkül akár pár hét alatt a teljes csonttá-bőrré fogyásig, teljes kiszáradásig, éhenhalásig romolhat. 
Erősen előrehaladott és kezelhetetlen esetekben az életminőség súlyos és napról-napra történő folyamatos romlása, az evés és lélegzetvétel nehézsége, az erős és folyamatos fájdalmak, a gyors ütemű fogyás és legyengülés miatt az eutanáziát szokták javasolni. Amennyiben a beteg állat több állatorvos által is kimondottan végképp kezelhetetlen, életminősége támogató kezelés mellett is elfogadhatatlan, szemlátomást fájdalmai vannak, már nem eszik, gubbaszt, egyetlen lehetőség a szenvedésektől való megszabadítás marad.

## A betegség esetleges fertőző mivolta
Amennyiben valaki több állatot tart, azok közös etetővel és itatóval rendelkeznek, felmerül a kérdés, ha valamelyiknek szájüregi rosszindulatú daganata van, az a nyállal leváló daganatos sejtekkel képes-e megbetegíteni más állatokat, vagy embert, amennyiben a daganatsejtek szájba, vagy nyílt sebbe kerülnek. Az erre vonatkozó álláspont orvosról orvosra változik.
Elméletileg az egészséges állat immunrendszere fel kell, hogy ismerje a beteg állatból mondjuk az itatón keresztül bekerülő rosszindulatú idegen sejtet, ezért egyes állatorvosok szerint ezen a módon nem lehet fertőződni. Más állatorvosok szerint az erre vonatkozó kutatások még közel sem teljesek, vérző és nyálzó szájüregi rákos állatok esetén a rákos sejtek megtelepülése más állatokban, esetleg az emberben nem zárható ki teljesen, ezért biztonság kedvéért fokozott elővigyázatosság szükséges. Végleges, bizonyos és megnyugtató álláspont egyelőre nem alakult ki. 